# Roger Biffi
Pour les articles homonymes, voir Biffi.
Pas d'image ? Cliquez ici

a Compétitions nationales et continentales officielles uniquement.

b Matchs officiels uniquement.
Roger Biffi, né le 30 décembre 1942 à Bellegarde (Gers) et mort le 1er mai 2004 à Toulouse (Haute-Garonne), est un joueur de rugby à XV et international français de rugby à XIII dans les années 1960 à 1970. Il occupe au cours de sa carrière le poste de deuxième ligne.
Formé en rugby à XV au C.A. Lannemezanais, il joue pour ce dernier dans le Championnat de France et prend part à des phases finales de ladite compétition.
En 1968, il change de code de rugby et signe en rugby à XIII au R.C. Saint-Gaudens. Il devient l'un des joueurs clés du club et dispute quatre finales de Championnat de France pour un titre décroché lors de l'édition 1970 avec Jean-Pierre Lecompte, Michel Molinier et Victor Serrano. En 1973, il rejoint Pau XIII et y clôt sa carrière sportive.

## Palmarès

### Rugby à XV

#### Détails en club
| Saison    | Saison           | Championnat           | Championnat    |
| Saison    | Saison           | Comp.                 | Class.         |
| --------- | ---------------- | --------------------- | -------------- |
| 1964-1965 | CA Lannemezanais | Championnat de France | Phase de poule |
| 1965-1966 | CA Lannemezanais | Championnat de France | 1/16 finale    |
| 1966-1967 | CA Lannemezanais | Championnat de France | Phase de poule |
| 1967-1968 | CA Lannemezanais | Championnat de France | 1/16 finale    |

### Rugby à XIII
- Collectif :
  - Vainqueur du Championnat de France : 1970 (Saint-Gaudens).
  - Vainqueur de la Coupe de France : 1973 (Saint-Gaudens).
  - Finaliste du Championnat de France : 1969, 1971 et 1972 (Saint-Gaudens).

#### Coupe du monde
| Édition         | Rang      | Résultats France | Résultats Biffi | Matchs Biffi |
| --------------- | --------- | ---------------- | --------------- | ------------ |
| Angleterre 1970 | Troisième | 1 v, 0 n, 2 d    | 1 v, 0 n, 1 d   | 2/3          |

Légende : v = victoire ; n = match nul ; d = défaite.

#### Détails en sélection
| 1. | 25 octobre 1969   | Angleterre       | 11-11 | Coupe d'Europe | Deuxième ligne | - | - | - | - |
| 2. | 25 janvier 1970   | Pays de Galles   | 11-15 | Coupe d'Europe | Remplaçant     | - | - | - | - |
| 3. | 15 mars 1970      | Angleterre       | 14-9  | Coupe d'Europe | Deuxième ligne | 3 | 1 | - | - |
| 4. | 25 octobre 1970   | Nouvelle-Zélande | 15-16 | Coupe du monde | Deuxième ligne | - | - | - | - |
| 5. | 1er novembre 1970 | Australie        | 17-15 | Coupe du monde | Deuxième ligne | - | - | - | - |
| 6. | 12 mars 1972      | Grande-Bretagne  | 10-45 | Test-match     | Deuxième ligne | - | - | - | - |

#### Détails en club
| Saison    | Saison           | Championnat           | Championnat | Coupe           | Coupe       | Sélection | Sélection | Sélection | Sélection | Sélection | Sélection | Sélection |
| Saison    | Saison           | Comp.                 | Class.      | Comp.           | Class.      | Comp.     | M         | Pts       | Ess.      | Buts      | Dp.       |           |
| --------- | ---------------- | --------------------- | ----------- | --------------- | ----------- | --------- | --------- | --------- | --------- | --------- | --------- | --------- |
| 1968-1969 | RC Saint-Gaudens | Championnat de France | Finaliste   | Coupe de France | 1/8 finale  |           |           |           |           |           |           |           |
| 1969-1970 | RC Saint-Gaudens | Championnat de France | Champion    | Coupe de France | 1/8 finale  | CE        | 3         | 3         | 1         | -         | -         |           |
| 1970-1971 | RC Saint-Gaudens | Championnat de France | Finaliste   | Coupe de France | 1/4 finale  | CM        | 2         | -         | -         | -         | -         |           |
| 1971-1972 | RC Saint-Gaudens | Championnat de France | Finaliste   | Coupe de France | 1/4 finale  |           | 1         | -         | -         | -         | -         |           |
| 1972-1973 | RC Saint-Gaudens | Championnat de France | Barrage     | Coupe de France | Vainqueur   |           |           |           |           |           |           |           |
| 1973-1974 | Pau XIII         | Championnat de France | Barrage     | Coupe de France | 1/16 finale |           |           |           |           |           |           |           |